# Sœurs trinitaires de Madrid
Les Sœurs Trinitaires de Madrid (en latin : Congregatio sororum Sanctissimae Trinitatis) est une congrégation religieuse féminine enseignante et sociale de droit pontifical.

## Histoire
Après son ordination, le prêtre madrilène François Méndez Casariego (1850-1924) se consacre à la visite des personnes dans les prisons et les hôpitaux et à aider les enfants des rues. L'une des choses qui le touche le plus est de voir de nombreux enfants dans les rues de la ville et des femmes qui viennent de la campagne pour chercher du travail en ville, mais qui tombent souvent sur des hommes qui les forcent à se prostituer. 
En 1882, François Méndez rencontre Marianne Allsopp González-Manrique (1854-1933), qui désire entrer dans une communauté religieuse. Ensemble, ils fondent les sœurs de la Sainte Trinité le 2 février 1885 dans l'église du monastère de l'Incarnation pour accueillir les femmes voulant quitter la prostitution mais aussi les femmes venues seules en ville à la recherche de travail qui étaient souvent victimes de la prostitution,.
Les sœurs emménagent dans une maison à la périphérie de Madrid. Au fil du temps, le nombre de jeunes désireuses de sortir de la rue et le nombre de vocations augmentent ce qui obligent les sœurs à déménager dans une maison plus grande (1886). La congrégation est reconnu de droit diocésain le 3 mars 1888 et les premières sœurs prononcent leur vœux le 18 mars suivant. En plus des trois vœux de pauvreté, chasteté et d'obéissance, elles ajoutent un quatrième vœu pour se rappeler d'être disposées à aider ces jeunes femmes. Les premières constitutions religieuses prévoient qu'une porte soit toujours ouverte dans les maisons des religieuses afin d'accueillir les jeunes femmes qui souhaitent abandonner la vie de rue. Le fondateur place la congrégation sous la protection de Notre-Dame du Bon Conseil.
En 1889, elles achètent une maison sur l'actuelle rue Marqués de Urquijo, où se trouve la maison-mère depuis lors. Du vivant du fondateur, sont réalisées les fondations de Villanueva de Villaescusa (1890), Barcelone (1894), Santander (1897), Séville (1899), Vigo (1913), Cáceres,Bilbao et Grenade (1915). L'institut reçoit le décret de louange le 11 avril 1901 ; il est agrégé à l'Ordre de la Très Sainte Trinité le 20 avril 1904.
En 1915, le Père Méndez Casariego crée une œuvre en faveur des enfants abandonnés et exploités avec un foyer appelé « Porta Cœli » (porte du ciel en latin) car à l'exemple des maisons des sœurs, la porte est toujours ouverte comme « celle du ciel ». Les garçons ont des cours de culture générale et apprennent un métier selon leur aptitude (menuiserie, imprimerie, cordonnerie, couture, serrurerie ou orfèvrerie). Le foyer est connu pour son excellente organisation et reconnu comme une œuvre aussi bien moral que sociale. Pour gérer le foyer, le Père Méndez fonde une congrégation de Frères Trinitaires mais cet institut ne survit pas après la mort du fondateur, les novices deviennent Trinitaires et l'œuvre est confiée aux sœurs.

## Fusion
- 2012 : Le beaterio de la Sainte Trinité est fondé par Isabelle de la Sainte Trinité (es) (1693-1774) le 2 février 1719 à Séville pour prendre soin des orphelines et des filles abandonnées. Le 8 septembre 2012, les sœurs trinitaires de Séville fusionnent avec les sœurs trinitaires de Madrid. Le charisme et la mission des deux congrégations étant liés, ce qui favorise l'union[6].

## Activités et diffusion
Les sœurs se dédient à la réinsertion sociale dans des foyers de jeunes et centres éducatifs, la pastorale en prison et différents projets et missions sociales en faveur des jeunes et des femmes dans le besoin.
Elles sont présentes en:
- Europe : Espagne, Italie.
- Amérique : Argentine, Guatemala, Mexique, Uruguay.
- Asie : Inde.

La maison-mère est à Madrid.
En 2017, la congrégation comptait 158 sœurs dans 27 maisons.